# Eybens
Eybens és un municipi francès situat al departament de la Isèra i a la regió d'Alvèrnia-Roine-Alps. L'any 2007 tenia 9.262 habitants.

## Demografia

### Població
El 2007 la població de fet d'Eybens era de 9.262 persones. Hi havia 3.715 famílies de les quals 1.025 eren unipersonals (311 homes vivint sols i 714 dones vivint soles), 1.036 parelles sense fills, 1.272 parelles amb fills i 382 famílies monoparentals amb fills.
La població ha evolucionat segons el següent gràfic:
Habitants censats

### Habitatges
El 2007 hi havia 3.884 habitatges, 3.779 eren l'habitatge principal de la família, 21 eren segones residències i 84 estaven desocupats. 1.227 eren cases i 2.636 eren apartaments. Dels 3.779 habitatges principals, 2.403 estaven ocupats pels seus propietaris, 1.289 estaven llogats i ocupats pels llogaters i 87 estaven cedits a títol gratuït; 111 tenien una cambra, 382 en tenien dues, 877 en tenien tres, 1.251 en tenien quatre i 1.158 en tenien cinc o més. 2.696 habitatges disposaven pel capbaix d'una plaça de pàrquing. A 1.805 habitatges hi havia un automòbil i a 1.593 n'hi havia dos o més.

### Piràmide de població
La piràmide de població per edats i sexe el 2009 era:
| Homes | Edats   | Dones |
| ----- | ------- | ----- |
| 0     | 95 o +  | 8     |
| 8     | 90 a 94 | 32    |
| 8     | 85 a 89 | 28    |
| 8     | 80 a 84 | 32    |
| 80    | 75 a 79 | 108   |
| 140   | 70 a 74 | 124   |
| 168   | 65 a 69 | 184   |
| 204   | 60 a 64 | 244   |
| 232   | 55 a 59 | 292   |
| 340   | 50 a 54 | 308   |
| 324   | 45 a 49 | 368   |
| 356   | 40 a 44 | 392   |
| 412   | 35 a 39 | 460   |
| 388   | 30 a 34 | 428   |
| 288   | 25 a 29 | 272   |
| 260   | 20 a 24 | 272   |
| 308   | 15 a 19 | 428   |
| 316   | 10 a 14 | 360   |
| 408   | 5 a 9   | 336   |
| 292   | 0 a 4   | 248   |

## Economia
El 2007 la població en edat de treballar era de 6.249 persones, 4.656 eren actives i 1.593 eren inactives. De les 4.656 persones actives 4.270 estaven ocupades (2.153 homes i 2.117 dones) i 386 estaven aturades (169 homes i 217 dones). De les 1.593 persones inactives 452 estaven jubilades, 752 estaven estudiant i 389 estaven classificades com a «altres inactius».

### Ingressos
El 2009 a Eybens hi havia 3.832 unitats fiscals que integraven 9.522 persones, la mediana anual d'ingressos fiscals per persona era de 21.258 €.

### Activitats econòmiques
Dels 649 establiments que hi havia el 2007, 3 eren d'empreses extractives, 4 d'empreses alimentàries, 18 d'empreses de fabricació de material elèctric, 2 d'empreses de fabricació d'elements pel transport, 40 d'empreses de fabricació d'altres productes industrials, 101 d'empreses de construcció, 86 d'empreses de comerç i reparació d'automòbils, 16 d'empreses de transport, 29 d'empreses d'hostatgeria i restauració, 35 d'empreses d'informació i comunicació, 43 d'empreses financeres, 33 d'empreses immobiliàries, 130 d'empreses de serveis, 78 d'entitats de l'administració pública i 31 d'empreses classificades com a «altres activitats de serveis».
Dels 132 establiments de servei als particulars que hi havia el 2009, 1 era una gendarmeria, 1 oficina de correu, 6 oficines bancàries, 13 tallers de reparació d'automòbils i de material agrícola, 4 autoescoles, 6 paletes, 14 guixaires pintors, 23 fusteries, 10 lampisteries, 13 electricistes, 1 empresa de construcció, 9 perruqueries, 1 veterinari, 17 restaurants, 9 agències immobiliàries, 1 tintoreria i 3 salons de bellesa.
Dels 20 establiments comercials que hi havia el 2009, 1 era un supermercat, 2 botiges de menys de 120 m², 3 fleques, 1 una carnisseria, 3 botigues de roba, 1 una botiga d'equipament de la llar, 1 una botiga d'electrodomèstics, 1 una botiga de mobles, 3 botigues de material esportiu, 1 un drogueria, 1 una perfumeria i 2 floristeries.
L'any 2000 a Eybens hi havia 4 explotacions agrícoles.

## Equipaments sanitaris i escolars
El 2009 hi havia 1 centre de salut, 3 farmàcies i 1 ambulància.
El 2009 hi havia 5 escoles maternals i 4 escoles elementals.
Eybens disposava d'un centre de formació no universitària superior.

## Poblacions més properes
El següent diagrama mostra les poblacions més properes.